# Fulakora armigera
Fulakora armigera (лат.) — вид примитивных муравьёв рода Fulakora из подсемейства Amblyoponinae (Formicidae), ранее включавшийся в состав рода Stigmatomma.

## Распространение
Неотропика (Аргентина, Бразилия, Парагвай) .

## Описание
Мелкие земляные муравьи (длина около 3 мм) с длинными узкими мандибулами и хорошо развитым жалом. От близких видов отличаются следующими признаками: боковые края головы более сильно сужены кзади; мезо-метаплевральный шов присутствует.; дорзум головы гладкий на вершинном уровне; медиальные клипеальные бугорки слиты. Мезосома уже головы. Ноги короткие. Передний край клипеуса зубцевидный; петиоль очень широко прикреплён к 3-му абдоминальному сегменту и без отчётливой задней поверхности; постпетиоль отсутствует.

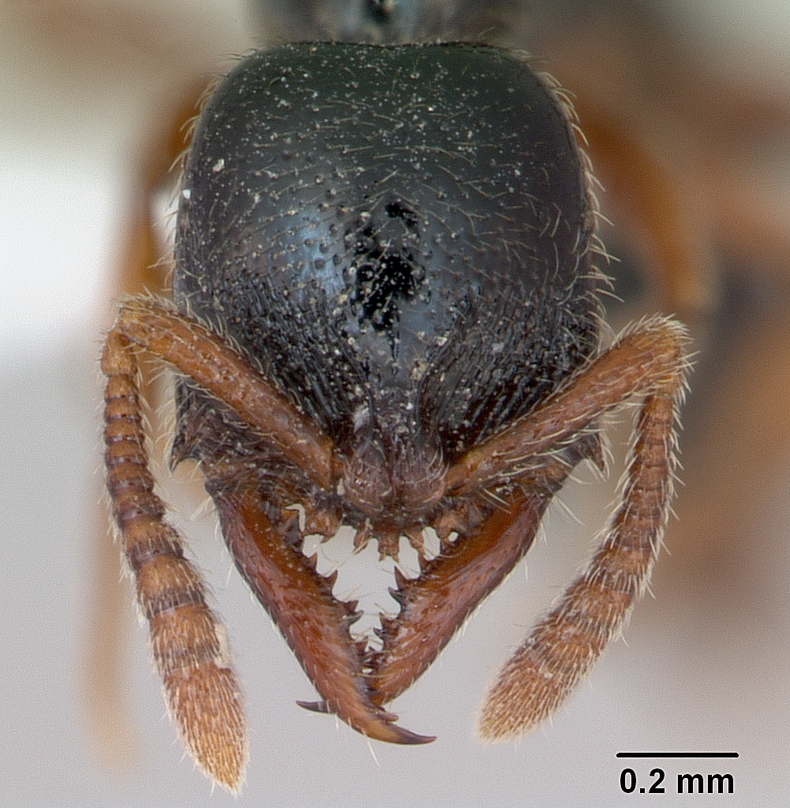
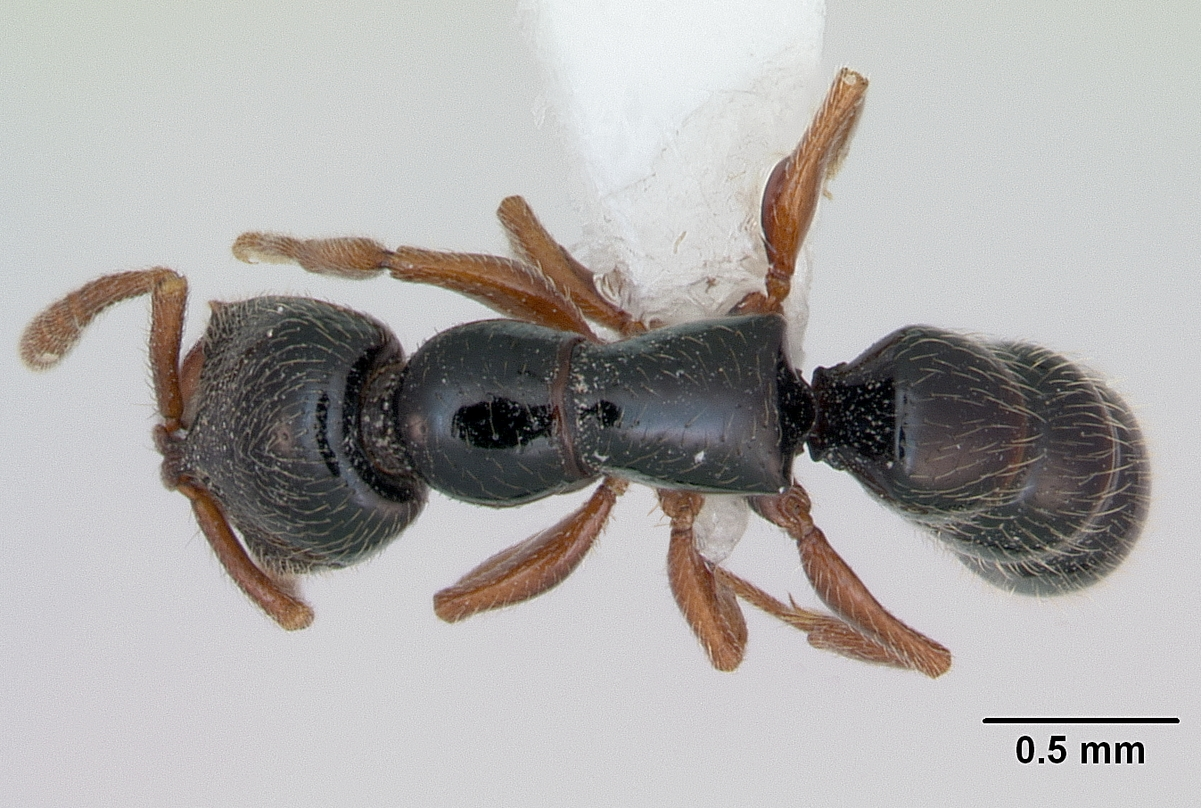

## Систематика
Вид был впервые описан в 1887 году австрийским мирмекологом Густавом Майром под названием Amblyopone armigera Mayr, 1887. Затем вид включали в состав рода Stigmatomma (с 1893) и с 1957 года снова в Amblyopone, с 2012 в Stigmatomma (подсемейство Понерины). В 2016 году Fulakora был восстановлен из синонимии с Stigmatomma и вид получил современное название.